# Margaritella
Margaritella es un género de foraminífero bentónico considerado homónimo posterior de Margaritella Meek & Hayden, 1860, y sustituido por Caudriella de la subfamilia Lepidocyclininae, de la familia Lepidocyclinidae, de la superfamilia Asterigerinoidea, del suborden Rotaliina y del orden Rotaliida. Su especie tipo era Margaritella ospinae. Su rango cronoestratigráfico abarcaba el Luteciense (Eoceno medio).

## Clasificación
Margaritella incluía a la siguiente especie:
- Margaritella ospinae †